# Oberaltensekretär
Oberaltensekretär bezeichnete den Sekretär des Kollegiums der Oberalten in Hamburg. Mit diesem Amt waren die Stellungen als Konsulent der Bürgerschaft und Hofmeister des Hospitals zum Heiligen Geist verbunden.

## Geschichte
Das Kollegium der Oberalten brauchte für die Verwaltung des in ihrem Verantwortungsbereich liegenden Hospitals zum Heiligen Geist und die damit in Verbindung stehenden Rechtsangelegenheiten einen rechtskundigen Beamten. Dieser Hofmeister wurde später auch für die Protokollführung und andere Aufgaben in den Staatsgeschäften der Oberalten eingesetzt. Im Jahr 1617 wurde dieses Amt vom Hamburger Rat neu reguliert, und der Hofmeister Henricus Claen wurde der erste Averolden-Actuarius und leistete seinen Eid am 5. Februar 1617 vor versammeltem Senat. Alle seine Nachfolger mussten nach ihrer Wahl den Hofmeister-Eid gegenüber den Oberalten und den Eid des Averolden-Actuarii oder des Protokollisten bei den Oberalten gegenüber dem Rat der Stadt ableisten und schworen so ihre treue und verschwiegene Amtsführung bei den Geschäften der Oberalten und anderen Kollegien. Wenn anfangs noch ein rechtskundiger Bürger das Amt des Hofmeisters und Protokollisten erfüllen konnte, so beantragte die Bürgerschaft im Jahr 1619, dass den Oberalten für schwierige Fälle ein rechtsgelehrter Vertreter zur Seite gestellt werden soll, welcher für seine Dienste auch ein Honorar von der Stadt erhalten sollte. Der Rat lehnte diesen Antrag jedoch mehrfach ab und die Diskussionen darüber zogen sich über mehrere Jahre hin. Im Jahr 1676 erreichten die Oberalten, dass nur noch Rechtsstudierte mit den akademischen Graden Doktor oder Lizenziat zu Hofmeistern gewählt werden durften. Nach dieser Regelung hatten die Protokollisten auch das Recht als Advokat zu praktizieren. Erst 1816 wurde eine Vereinbarung zwischen dem Rat und den Oberalten getroffen, dass der Protokollist auf jede juristische Praxis verzichten musste. 1688 wollte die Kämmerei dieses Amt, wie es bei anderen Stadtdiensten üblich war, an den Meistbietenden verkaufen, was aber der Rat verhinderte. Der Titel eines Oberaltensekretärs kommt erstmals 1645 bei Matthäus Levius vor, der als Secretarius et Advocatus Ehrbarer Oberalten bezeichnet wurde. Auch war er der erste, der ein jährliches Gehalt von der Kämmerei erhielt. Gewählt wurde der Oberaltensekretär von dem gesamten Kollegium der Oberalten. Hermann Gries war der letzte Sekretär des Oberaltenkollegiums. Der Hamburgische Staats-Kalender nennt von 1893 an keinen Sekretär mehr.

## Liste der Hofemeister
Sie waren Vorläufer der Oberaltensekretäre.
| 1471                                          | Altmann Löwe         |
| 1507 und 1510                                 | Franciscus Meygher   |
| 1532                                          | Dirick van dem Holte |
| 1550                                          | Bruno Degener        |
| 26. März 1558                                 | Warnecke             |
| 1. März 1597                                  | Berend Milde         |
| 1602                                          | Henricus Claen       |
| ab 1617 identisch mit den Oberaltensekretären |                      |

## Liste der Oberaltensekretäre
| 5. Februar 1617 – 1627                 | Henricus Klaen (Claen)                                   |
| 21. März 1627 – 1645                   | Marcus Selcke (Selke)                                    |
| 9. Juni 1645 – 2. August 1652          | Matthaeus (Matthias) Levius                              |
| 10. September 1652 – 1673/74           | Hieronymus Heere (Here)                                  |
| 1674 – 1676                            | Petrus Graumann (pro Tempore Actuarius = interimistisch) |
| 14. März 1676 – Anfang August 1678     | Jacob von Anthen (von Anten)                             |
| 28. August 1678 – Mai 1688             | Hartwig Bambamius                                        |
| 10. Juni 1688 – 10. November 1710      | Johannes Tecklenburg                                     |
| 10. November 1710 – 31. Juli 1716      | Hinrich Diederich Wiese                                  |
| 6. August 1716 – 16. Dezember 1717     | Christoph Willhad Hilcken                                |
| 22. Dezember 1717 – 20. September 1727 | Hartwig Johann Moller                                    |
| 11. Oktober 1727 – 4. März 1756        | Johann Julius Anckelmann                                 |
| 23. März 1756 – 18. August 1762        | Justus Vincent Ritter                                    |
| 28. September 1762 – 7. Oktober 1789   | Johann Gottfried Misler                                  |
| 29. Oktober 1789 – 11. März 1807       | Vincent Oldenburg                                        |
| 4. Mai 1807 – 5. Januar 1816           | Eduard Rentzel                                           |
| 15. Februar 1816 – Dezember 1847       | Ferdinand Beneke                                         |
| 10. Dezember 1847 – 23. September 1854 | Nikolaus Adolph Westphalen                               |
| 22. Dezember 1854 – 4. November 1892   | Hermann Gries                                            |